# Adiantum bellum
Adiantum bellum är en kantbräkenväxtart som beskrevs av Moore. Adiantum bellum ingår i släktet Adiantum och familjen Pteridaceae. Inga underarter finns listade.